# Фајзер-Бајонтек вакцина против ковида 19
Фајзер-Бајонтек вакцина против ковида-19, која се продаје под именом Комирнати (енгл. Comirnaty), је вакцина против ковида-19 на бази иРНК коју је развила немачка биотехнолошка компанија Бајонтек. Одобрен је за употребу код особа старијих од 12 година у неким земљама, као и за особе старије од шеснаест година у другим земљама, ради пружања заштите од ковида-19, узрокованог инфекцијом вирусом САРС-КоВ-2. За свој развој Бајонтек је сарађивао са Фајзером, америчком компанијом, за подршку у клиничким испитивањима, логистици и производњи. Вакцина се даје интрамускуларном инјекцијом. Састоји се од нуклеозидно модификоване иРНК која кодира мутирани облик спајк протеина пуне дужине САРС-КоВ-2, који је инкапсулиран у липидне наночестице. Прва истраживања су показала да су за вакцинацију потребне две дозе у размаку од 21 дан, али је интервал касније продужен на 42 дана у САД и до четири месеца у Канади.
Клиничка испитивања су почела у априлу 2020. До новембра 2020. вакцина је ушла у трећу фазу клиничких испитивања, са више од 40.000 људи који су учествовали. Привремена анализа података клиничких студија показала је потенцијалну ефикасност од 91,3% у спречавању симптоматске инфекције у року од седам дана од друге дозе. Најчешћи нежељени ефекти укључују благе до умерене болове на месту убризгавања, умор и главобоље. Извештаји о озбиљним нежељеним ефектима, као што су алергијске реакције, су веома ретки. Праћење примарних исхода испитивања ће се наставити до августа 2021. године, док ће се праћење секундарних исхода наставити до маја 2023. Као део ажурирања за трећу фазу клиничких испитивања објављених у јуну 2021. године, процена биостабилности ће се проучавати како би се додатно описала потенцијална заштита коју вакцина пружа против нових сојева вируса САРС-КоВ-2.
То је прва вакцина против ковида-19 коју је строго регулаторно тело одобрило за хитну употребу (Строго регулаторно тело је национално регулаторно тело за лекове за које Светска здравствена организација сматра да примењује строге стандарде за квалитет, безбедност и ефикасност)  и прва одобрена за редовну употребу. У децембру 2020. Уједињено Краљевство је било прва земља која је одобрила њену употребу у хитним случајевима. Одобрена је за употребу на одређеном нивоу у већини земаља. Дана 23. августа 2021. године, вакцина Фајзер-Бајонтек постала је прва вакцина против ковида-19 коју је Агенција за храну и лекове (ФДА) одобрила у САД за старије од шеснаест година.
Од 30. марта 2021. године, Фајзер и Бајонтек су објавили да намеравају да произведу око 2,5 милијарди доза током 2021. године. Дистрибуција и складиштење представљају логистички изазов јер вакцину треба чувати на изузетно ниским температурама (од -60 до -80°C). Фајзер и Бајонтек тестирају верзију осушену замрзавањем за коју није потребно ултрахладно складиштење.

## Одобрење и употреба вакцине у свету

### Велика Британија
Велика Британија је 7. децембра 2020. године постала прва западна земља која је почела да вакцинише своје становништво против нове инфекције Корона вирусом - вакцином коју су развили Фајзер и Бајонтек. Велика Британија је од компаније Фајзер наручила 40 милиона доза вакцине, што је довољно за мање од трећине становништва од 67 милиона, с обзиром да вакцину треба дати у две дозе како би особа стекла имунитет. Британско тржиште ће овом вакцином  обезбедити производни погон компаније Фајзер у белгијском граду Пурсу, једном од највећих производних центара са преко 2.600 радника.

### САД
Почетком децембра 2020. године  америчка агенција за лекове одобрила је  за употребу вакцину коју су развили Бајонтек и Фајзер. Након тога започета је огромна логистичка операција која укључује савезне и државне владе, приватне компаније и здравствене раднике, како би се вакцина из компаније Фајзерове фабрике у Каламазуу  у држави Мичиген, авионима брзо дистрибуирала у ограниченим количинама широм Сједињених Америчких Држава. За ову намену Фајзер је направио посебне контејнере за транспорт вакцина, а сензори са ГПС-ом пружају компанији могућност праћења сваке испоруке и буде сигурна да су и даље довољно охлађене.

### Европска унија
Европска комисија  је 21. децембра 2020. године  дала коначно одобрење за вакцинацију против ковида-19 вакцином Бајонтек и Фајзер и препоручила да  вакцину треба да приме особе старије од 16 година.
Недељу дана касније, тачније 27. децембра 2020. године са симболичним бројем од 9.750 доза, по чланици, започета је истовремено вакцинација у свим земљама Европске уније.
Према наводима из интерног документа,  који преноси новинска агенција Ројтерс:
ЕУ плаћа 15,50 евра по дози за вакцину коју су развили немачки Бајонтек и амерички Фајзер.  Договорена је цена за укупно 300 милиона јединица вакцине.
Прерачунато, са 18,90 долара, то је мало испод цене коју плаћају САД, а то је 19,50 долара по јединици вакцине за првих 100 милиона доза истог производа. Документ о ценама из ЕУ датиран је 18. новембара и прослеђен је интерно у ЕУ након што је та заједница држава 11. новембра саопштила да је склопила уговор о снабдевању са Бајонтеком и Фајзером.

### Србија
Тачно 293 дана откако је у Србији забележен први случај ковида-19, 24. децембра 2020. почела је вакцинација против Корона вируса 4.753 особа првом дозом, колико је стигло у Србију, првоодобрене вакцине за употребу у Србији произвођача Бајонтек и Фајзер.